# جونيور بايانو
رايموندو فيريرا راموس جونيور (بالبرتغالية:Raimundo Ferreira Ramos Júnior) الشهير ب جونيور بايانو، ولد في 14 مارس 1970 في فييرا دي سانتانا في البرازيل، لاعب كرة قدم برازيلي، شارك مع منتخب بلاده في كأس العالم 1998 يلعب حالياً مع فريق ميامي بالدرجة الثانية .

## روابط خارجية
- جونيور بايانو على موقع الاتحاد الدولي (مؤرشف)  (الإنجليزية)
- جونيور بايانو على موقع الاتحاد الأوربي (الإنجليزية)
- جونيور بايانو على موقع قاعدة بيانات كرة القدم.إي يو (الإنجليزية)
- جونيور بايانو على موقع ناشيونال فوتبول تيمز (الإنجليزية)
- جونيور بايانو على موقع عالم كرة القدم.نت (الإنجليزية)